# Tratado Anglo-Português de 1878
O Tratado Anglo-Português de 1878 foi uma aliança económica entre Portugal e o Reino Unido relativamente às suas colónias na Índia. Este tratado estava de acordo com a Aliança Luso-Britânica que datava do século XIV.
O tratado foi assinado em Lisboa em 26 de dezembro de 1878, tornando-se efectivo a partir de 15 de janeiro de 1880. O tratado expirou em 14 de janeiro de 1892.

## Objetivos
Portugal queria acabar com o isolamento comercial da Índia portuguesa, a fim de expandir sua economia. Isso seria através de uma União Aduaneira com a Índia Britânica e a construção de uma linha férrea. Portugal ofereceu em troca o monopólio do sal da Grã-Bretanha. O sal goês era considerado uma ameaça ao monopólio do sal exercido pelo governo na Índia britânica.

## Principais características
As principais características do tratado foram:
- Liberdade recíproca de comércio, navegação e trânsito entre as duas Índias;
- Abolição de todos os deveres aduaneiros nas linhas fronteiriças entre a Índia britânica e a Índia portuguesa;
- A uniformidade dos direitos aduaneiros nos dois territórios sobre as mercadorias importadas e exportadas por via marítima, com, no entanto, estipulações especiais relativas a sal, bebidas espirituosas e ópio;
- Introdução na Índia portuguesa do sistema de impostos sobre bebidas espirituosas, incluindo o vinho de palma (ou toddy), sancionado por lei na Presidência de Bombaim;
- Proibição da exportação da Índia portuguesa do ópio, ou do seu cultivo ou fabrico, excepto por conta do Governo britânico;
- Poder monopolista do governo da presidência de Bombaim na Índia Britânica sobre a fabricação de sal e seu comércio na Índia portuguesa, com os poderes conferidos ao governo da Índia Britânica para limitar a fabricação de sal e suprimir, se necessário, o sal que ali funciona; e
- Acordo mútuo para a construção de uma linha férrea desde a cidade de Nova Hubli até ao porto de Mormugão e sua extensão de Nova Hubli a Bellari, que viria tornar-se o Caminho de Ferro de Mormugão.

## Efeitos
O tratado teve os seguintes efeitos:
- Isso empobreceu os camponeses nativos de Goa.[3]
- Resultou na ligação de Goa à Índia Britânica por via ferroviária através da Ferrovia Portuguesa do Oeste da Índia, e a construção e desenvolvimento do Porto de Mormugão.
- A Índia Britânica recebeu o monopólio do comércio de sal em Goa.
- A contração da economia goesa devido ao tratado causou uma emigração em larga escala de goeses para a Índia britânica, principalmente para Bombaim.[4][5][6]

## Terminação
Devido aos efeitos negativos do tratado sobre a indústria goesa, houve pressão sobre os portugueses para que terminassem o tratado. O governo da Índia britânica também não obteve benefícios substanciais do tratado. Isso levou ao término do tratado em 1892 devido à não renovação do tratado pelas partes.